# Ecuba (Manfroce)
Ecuba es una ópera en tres actos del compositor italiano Nicola Manfroce, con libreto en italiano de Giovanni Schmidt. Fue estrenada en el Teatro San Carlo  de Nápoles el 13 de diciembre de 1812. El libreto de Schmidt se basa en el que escribió Jean-Baptiste-Gabriel-Marie Milcent en francés para la ópera “Hécube” de Georges Granges de Fontenelle, estrenada en París en 1800, que se representó también como obra teatral independiente. 

## Historia
Tras el estreno de su primera ópera, Alzira, Manfroce regresa a Nápoles en julio de 1811, aconsejado por los médicos en vista de su estado de salud, ya que el músico padecía tuberculosis. Allí tiene ocasión de escuchar La vestale de Spontini, obra que marcará el futuro estilo de Manfroce.
Por encargo de Domenico Barbaja, Manfroce comienza a componer una nueva ópera, con libreto del joven Giovanni Schmidt. El compositor incorpora elementos de la ópera seria francesa, siguiendo el modelo de Spontini, al alternar el esquema tradicional de recitativo-aria con números corales y escenas de conjunto, ampliar la plantilla orquestal e incluir el uso de tonalidades infrecuentes, además de concluir con un recitativo de Écuba y un pasaje sinfónico en lugar de con un aria final. El estreno, previsto para agosto de 1812, tuvo que posponerse en vista de la salud del compositor, cuya enfermedad se adivinaba ya terminal. El estreno finalmente tuvo lugar el 13 de diciembre de 1812, en presencia de la reina Carolina Bonaparte (no así de su esposo Joaquín Murat, que se encontraba de campaña en Rusia) y fue un gran éxito. Pese al éxito del estreno, no parece que la ópera fuera representada en más ocasiones en el siglo XIX.
La ópera se recuperó en 1980, siendo representada en el Conservatorio de Santa Cecilia de Roma. En 1989 se representó en el área arqueológica de Paestum y en 1990 en Cozanza y en Savona. La ópera se representó también en la 45.ª edición del Festival della Valle d’Itria de Martina Franca el 30 de julio y el 4 de agosto de 2015, protagonizada por Carmela Remigio y Mert Süngü.

## Personajes
| Personaje | Voz     | Elenco del estreno Director de orquesta: Giuseppe Festa |
| --- | ------- | ------------------------------------------------------- |
| Priamo | tenor   | Andrea Nozzari                                          |
| Achille | tenor   | Manuel García                                           |
| Ecuba | soprano | Maria Marchesini                                        |
| Polissena | soprano | Marianna Borroni                                        |
| Teona | soprano | Elisabetta Pinotti                                      |
| Antiloco | tenor   | Raffaele Ferraro                                        |
| Capitán griego | tenor   | Gaetano Chizzola                                        |
| Sacerdotes, séquito de Priamo, Ecuba, Polissena y Achille, capitanes troyanos, soldados troyanos y griegos, pueblo |         |                                                         |

## Argumento
La acción tiene lugar en Troya.  
Acto I
Sala de audiencias
Teona nota que Polissena sufre, y la princesa finalmente le confiesa la culpable causa de éste: ama a su enemigo Achille, al que vio desde la muralla (aria: Oppresse dal dolor). Teona le recuerda que eso puede desencadenar la ira de su madre Ecuba, pero Polissena espera que ésta pueda calmarse ante la presencia de Achille, que acudirá allí mismo con motivo de la tregua establecida tras la muerte de Héctor. Llega entonces Priamo y Ecuba; el rey anuncia que Polissena se casará con Achille a cambio de la paz. Ecuba se niega y reprocha a su esposo que sea capaz de aceptar tal tratado, pero él, tras el dolor de perder a su amado hijo, prefiere acabar con la guerra (aria: Pari a te nel cor la voce). El pueblo también quiere que acabe la guerra, pero Ecuba se sigue oponiendo, ya que se niega a ser la suegra de Achille y dejar que su hija se case con el asesino de su hermano (aria: A quel sen che l’ha nutrita). Cuando el pueblo le reprocha su crueldad, Ecuba se da cuenta de que está sola y finge aceptar la propuesta. Llega entonces la delegación griega, encabezada por Achille, que quiere unirse a los llantos por Héctor. Ecuba rechaza su buena voluntad, pero Achille se defiende diciendo que fue voluntad delos dioses que Héctor muriera, y al ver a Polissena, se enamora de ella y la acepta como esposa (aria: Là nel bollor dell’armi). Priamo acepta, y Achille envía a un soldado a informar al campamento griego de que Priamo accede al tratado de paz. Se celebran entonces los juegos en memoria de Hector, a los que asisten griegos y troyanos. 
Acto II
Habitación de Polissena
Achille quiere saber si Polissena se entrega a él por amor, o sólo por deber; ella le confirma que le ama, y ambos juran permanecer juntos de por vida, aun cuando esto le suponga a Achille la enemistad del campamento griego (dúo: Ambi avrem). Llega Ecuba, que logra hacer salir a Achille, y luego le dice a Polissena que, cuando estén ante el altar, ella lo mate. Polissena se niega, pero Ecuba recuerda cómo Achille mató a Héctor. Cuando Polissena pone mil excusas para no hacerlo, Ecuba descubre que lo ama y estalla en furor, despreciando a su hija y acusándola de traicionar a su madre y a su hermano. Polissena finalmente cede a sus deseos, y Ecuba ya se ve triunfante logrando su venganza (aria: Figlio mio! Vendetta avrai!). Llegan las doncellas del cortejo nupcial cantando a la futura felicidad de Polissena, pero ella se siente desgraciada. Llega Achille, deseoso de estar con Polissena, pero ella trata de zafarse del compromiso, despertando las sospechas y los celos del griego. Cuando llegan Priamo y Ecuba, le pide a la reina su ayuda para convencer a su hija de retomar el compromiso; Ecuba se enfurece con su hija, ya que su rechazo frustra sus planes de venganza. Priamo trata de saber los motivos por los que cambia de opinión, pero ella rechaza revelarlos, sólo dice que esa unión no es grata a los dioses, y le pide a Achille que huya. Ante el miedo a despertar el odio de Achille, Priamo obliga a su hija a casarse con él. 
Acto III
Templo de Apolo
Se celebra la boda entre Achille y Polissena. Priamo está satisfecho, ya que así se asegura tener un defensor para Troya (aria: Di questo cor la speme). Cuando ambos van a hacer sus juramentos llega Antiloco anunciando que los griegos han entrado en la ciudad. Achille se dispone a defenderlos, pero Ecuba lo acusa de traidor y hace que el pueblo lo mate. Polissena se desmaya en ese momento, mientras todos corren a luchar contra los griegos. 
Lugar recóndito en el palacio de Priamo
Polissena lamenta ante los dioses su desgracia, ya que ha perdido a su amante y su madre no le ofrece consuelo (aria. La luce detesto). Llega Priamo, derrotado, sabiendo que el fin es inminente, y le reprocha a Ecuba que por su decisión haya arruinado todo. Luego abraza a su hija y le pide que huya. Ecuba también quiere que Polissena la abrace antes de partir, pero ella también le reprocha lo que ha hecho. Cuando están implorando la ayuda de los dioses llegan los griegos, que matan a Priamo, mientras un capitán griego rapta a Polissena para vengar así a Achille. Ecuba, sola, se da cuenta de su error, increpa a los dioses y maldice a los griegos, mientras Troya es destruida y sus habitantes masacrados. 

## Discografía
| Año  | Reparto (Priamo,Achille, Ecuba, Polissena)                                      | Director de Orquesta | Sello discográfico |
| ---- | ------------------------------------------------------------------------------- | -------------------- | ------------------ |
| 1990 | Dino di Domenico, Francesco Piccoli, Gladys De Bellida, Anna Caterina Antonacci | Massimo de Bernart   | Bongiovanni        |